# Bobre
Le bobre ou bob est un instrument de musique d'origine africaine principalement utilisé à La Réunion dans le maloya. Il s'agit d'un arc musical, cousin du berimbau brésilien.

## Lutherie
D'une taille d'un mètre cinquante environ, il est pourvu à sa base d'une caisse de résonance formée d'une calebasse vide fixée d'un côté de l'arc. L'autre extrémité de la calebasse est ouverte, laissant s'échapper les vibrations vers le bas.

## Jeu
Le musicien tient l'arc au-dessus de la calebasse, qu'il appuie contre lui ; il frappe en cadence la corde de l'arc à l'aide d'une petite baguette appelée batavék et qui porte en son extrémité une petite bourse en fibre de vacoa. Cette bourse contient des graines qui résonnent lorsqu'il joue. On obtient plusieurs effets simultanés : le rythme est donné par le cliquetis des graines dans le kavir (comme une maracas), la sonorité essentielle est donnée par les vibrations de la corde que le musicien amplifie à son gré en fermant plus ou moins l'ouverture de la calebasse qu'il appuie contre lui.